# Campeonato Europeu de Atletismo em Pista Coberta de 1974
O 5º Campeonato Europeu de Atletismo em Pista Coberta foi realizado no Scandinavium, em Gotemburgo, Suécia, nos dias 9 e 10 de março de 1974. As competições repartiram-se por 21 eventos (12 no programa masculino e 9 no feminino).

## Medalhistas
Masculino
| Evento               | Ouro                                                                   | Ouro    | Prata                                                                      | Prata   | Bronze                  | Bronze  |
| 60 m                 | URS Valeriy Borzov                                                     | 6.58    | GDR Manfred Kokot                                                          | 6.63    | URS Aleksandr Kornelyuk | 6.66    |
| 400 m                | BEL Alfons Brijdenbach                                                 | 46.60   | GDR Andreas Scheibe                                                        | 46.80   | GDR Günter Arnold       | 46.94   |
| 800 m                | YUG Luciano Sušanj                                                     | 1:48.07 | HUN András Zsinka                                                          | 1:48.50 | TCH Jozef Plachý        | 1:49.49 |
| 1500 m               | POL Henryk Szordykowski                                                | 3:41.78 | FRG Thomas Wessinghage                                                     | 3:42.02 | POL Włodzimierz Staszak | 3:43.48 |
| 3000 m               | BEL Emiel Puttemans                                                    | 7:48.48 | BEL Paul Thijs                                                             | 7:51.76 | TCH Pavel Pěnkava       | 7:51.79 |
| 60 m barreiras       | URS Anatoliy Moshiashvili                                              | 7.66    | POL Mirosław Wodzyński                                                     | 7.68    | GDR Frank Siebeck       | 7.75    |
| salto em altura      | URS Kęstutis Šapka                                                     | 2,22    | HUN István Major                                                           | 2,20    | TCH Vladimír Malý       | 2,17    |
| salto com vara       | POL Tadeusz Ślusarski                                                  | 5,35    | FIN Antti Kalliomäki                                                       | 5,30    | URS Jânis Lauris        | 5,30    |
| salto em comprimento | FRA Jean-François Bonhème                                              | 8,17    | FRG Hans Baumgartner                                                       | 8,10    | GDR Max Klauss          | 8,03    |
| triplo salto         | POL Michał Joachimowski                                                | 17,03   | URS Mikhail Bariban                                                        | 16,88   | FRA Bernard Lamitié     | 16,56   |
| lançamento do peso   | GBR Geoff Capes                                                        | 20,95   | GDR Heinz-Joachim Rothenburg                                               | 20,87   | TCH Jaroslav Brabec     | 19,87   |
| estafeta 4x392 m     | SWE Suécia Michael Fredriksson Gert Möller Anders Faager Dimitre Grama | 3:04.55 | FRA França Pierre Bonvin Patrick Salvador Daniel Vélasques Lionel Malingre | 3:05.46 | -                       |         |

Feminino
| Evento               | Ouro                                                                           | Ouro    | Prata                                                                         | Prata   | Bronze                  | Bronze  |
| 60 m                 | GDR Renate Stecher                                                             | 7.16    | GBR Andrea Lynch                                                              | 7.17    | POL Irena Szewińska     | 7.20    |
| 400 m                | YUG Jelica Pavličić                                                            | 52.64   | URS Nadezhda Ilyina                                                           | 52.81   | GDR Waltraud Dietsch    | 52.84   |
| 800 m                | POL Elżbieta Katolik                                                           | 2:02.38 | FRG Gisela Ellenberger                                                        | 2:02.54 | GDR Gunhild Hoffmeister | 2:02.59 |
| 1500 m               | BUL Totka Petrova                                                              | 4:10.97 | GDR Karin Krebs                                                               | 4:11.33 | URS Tamara Kazachkova   | 4:14.45 |
| 60 m barreiras       | GDR Annerose Fiedler POL Grażyna Rabsztyn                                      | 8.08    | -                                                                             |         | SUI Meta Antenen        | 8.19    |
| salto em altura      | GDR Rosemarie Ackermann                                                        | 1,90    | TCH Milada Karbanová                                                          | 1,88    | GDR Rita Kirst          | 1,88    |
| salto em comprimento | SUI Meta Antenen                                                               | 6,69    | GDR Angela Schmalfeld                                                         | 6,56    | ROU Valeria Stefanescu  | 6,39    |
| lançamento do peso   | TCH Helena Fibingerová                                                         | 20,75   | URS Nadezhda Chizhova                                                         | 20,62   | GDR Marianne Adam       | 19,70   |
| estafeta 4x392 m     | SWE Suécia Ann-Charlotte Hesse Lena Fritzson Ann-Margret Utterberg Ann Larsson | 3:38.15 | BUL Bulgária Lilyana Tomova Sonya Zachariyeva Yordanka Filipova Tonka Petrova | 3:39.21 | -                       |         |

## Quadro de medalhas
| Ordem | País               | Medalha de ouro | Medalha de prata | Medalha de bronze | Total |
| ----- | ------------------ | --------------- | ---------------- | ----------------- | ----- |
| 1     | Polónia            | 5               | 1                | 2                 | 8     |
| 2     | Alemanha Oriental  | 3               | 5                | 7                 | 15    |
| 3     | União Soviética    | 3               | 3                | 3                 | 9     |
| 4     | Bélgica            | 2               | 1                | 0                 | 3     |
| 5     | Suécia             | 2               | 0                | 0                 | 2     |
| 5     | Iugoslávia         | 2               | 0                | 0                 | 2     |
| 7     | Tchecoslováquia    | 1               | 1                | 4                 | 6     |
| 8     | França             | 1               | 1                | 2                 | 4     |
| 9     | Bulgaria           | 1               | 1                | 0                 | 2     |
| 9     | Reino Unido        | 1               | 1                | 0                 | 2     |
| 11    | Suíça              | 1               | 0                | 1                 | 2     |
| 12    | Alemanha Ocidental | 0               | 3                | 0                 | 3     |
| 13    | Hungria            | 0               | 2                | 0                 | 2     |
| 14    | Finlândia          | 0               | 1                | 0                 | 1     |
| 15    | Romania            | 0               | 0                | 1                 | 1     |
|       | total              | 22              | 20               | 20                | 62    |